# Talliéré-Sagnon
Pour les articles homonymes, voir Talliéré.
Talliéré-Sagnon, également orthographié Taliéré-Sagnon ou Taléré-Sagnon, est une commune rurale située dans le département de Nako de la province du Poni dans la région Sud-Ouest au Burkina Faso.

## Géographie
Talliéré-Sagnon est situé à environ 10 km au sud-est de Nako, le chef-lieu du département, et à 5 km à l'est de la frontière ghanéenne.

## Santé et éducation
Le centre de soins le plus proche de Talliéré-Sagnon est le centre de santé et de promotion sociale (CSPS) de Talliéré-Ikori tandis que le centre hospitalier régional (CHR) de la province se trouve à Gaoua.